# Riedelia ferruginea
Riedelia ferruginea är en enhjärtbladig växtart som beskrevs av Theodoric Valeton. Riedelia ferruginea ingår i släktet Riedelia och familjen Zingiberaceae. Inga underarter finns listade i Catalogue of Life.